# سارا فرانسیس وایتینگ
 سارا فرانسیس وایتینگ (انگلیسی: Sarah Frances Whiting؛ زاده ۲۳ اوت ۱۸۴۷ درگذشته ۱۲ سپتامبر ۱۹۲۷) یک فیزیک‌دان و اخترشناس اهل ایالات متحده آمریکا بود.